# خطيب ماما (فلم)
خطيب ماما فيلم مصري تم إنتاجه عام 1965، من إخراج فطين عبد الوهاب، وبطولة أحمد مظهر ونبيلة عبيد ومديحة يسري.

## تمثيل
- أحمد مظهر
- نبيلة عبيد
- مديحة يسري
- حسن فايق
- سلامة إلياس
- عبد المنعم إبراهيم

## روابط خارجية
- مقالات تستعمل روابط فنية بلا صلة مع ويكي بيانات